# Fédération internationale de l'industrie phonographique
La Fédération internationale de l'industrie phonographique (en anglais : International Federation of the Phonographic Industry, abrégé en IFPI) est un organisme syndical international, fondé en 1933 et enregistré en Suisse. 
Il est chargé de faire respecter dans le monde entier les droits d'auteur de l'industrie du disque phonographique. Son siège principal se situe à Londres (Royaume-Uni) mais l'organisme dispose de plusieurs offices régionaux dans le monde à Bruxelles (Belgique), Hong Kong et Miami (États-Unis).

## Platinum Awards
Depuis 1996, l'IFPI délivre des certifications de platine pour tout album ayant été vendu à au moins 1 million d'exemplaires en Europe. Seuls les albums dont la date de première sortie est postérieure à 1994 sont éligibles.
Les ventes des pays suivants sont prises en compte pour cette certification : 
- Allemagne
- Autriche
- Belgique
- Bulgarie
- Danemark
- Espagne
- Finlande
- France
- Grèce
- Hongrie
- Irlande
- Islande
- Italie
- Norvège
- Pays-Bas
- Pologne
- Portugal
- République tchèque
- Royaume-Uni
- Russie
- Slovaquie
- Suède
- Suisse
- Turquie